# Erik Vlček
Erik Vlček (ur. 29 grudnia 1981 r. w Komarnie) – słowacki kajakarz, trzykrotny medalista olimpijski, dziesięciokrotny mistrz świata i jedenastokrotny Europy, brązowy medalista igrzysk europejskich.

## Igrzyska olimpijskie
Na igrzyskach zadebiutował podczas igrzysk olimpijskich w Sydney w 2000 roku, kiedy wystartował w czwórce na 1000 metrów. Razem z Róbertem Erbanem, Richardem Riszdorferem i Jurajem Tarrem zajął czwarte miejsce, tracąc do poprzedzających go Polaków 1,992 sekundy.
Cztery lata później w Atenach zdobył swój pierwszy olimpijski medal. W czwórce na 1000 metrów zajął trzecie miejsce. W składzie osady, w porównaniu do igrzysk w Sydney, w miejsce Juraja Tarra pojawił się Juraj Bača. W finale lepsi okazali się jedynie Węgrzy i Niemcy.
Na letnich igrzyskach olimpijskich w Pekinie ponownie stanął na podium. Tym razem zdobył srebrny medal w czwórce na 1000 metrów. W składzie osady pojawił się Michal Riszdorfer. Do zwycięskich Białorusinów stracił 0,879 sekundy. Trzecie miejsce przypadło Niemców, którzy stracili do Słowaków 0,083 sekundy.
W 2012 roku podczas kolejnych igrzysk w Londynie po raz wystąpił w dwóch konkurencjach na 1000 metrów. W czwórce był w szósty w finale, tracąc do podium 0,921 sekundy. W dwójce w parze z Peterem Gellem poszło nieco gorzej. W finałowym wyścigu zajęli ostatnią ósmą pozycję.
Na piątych swoich igrzyskach ponownie sięgnął po srebro w rywalizacji czwórek na 1000 metrów. Tym razem skład osady tworzyli Denis Myšák, Erik Vlček, Juraj Tarr i Tibor Linka. Wygrali Niemcy o 2,901 sekundy, trzeci byli Czesi. W dwukrotnie mniejszej osadzie razem z Jurajem Tarrem zajął w finale ósme miejsce ze stratą do zwycięzców 5,135 sekundy.

## Nagrody
- W 2021 roku otrzymał Krištáľové krídlo[6]